# لاتوریا

پرچم لاتوریا

لاتوریا یک کشور خیالی در کتاب‌های کمیک مارول کامیکس می‌باشد. لاتوریا که دکتر دووم ابرتبه‌کار فرمانروایش است، کشوری منزوی در اروپا می‌باشد که در منطقهٔ بانات واقع شده. این کشور توسط کوه‌های کارپات محاصره شده، با سیمکاریا (خانهٔ سمور نقره‌ای) مرز مشترک داشته و پایتختش دوومستاد است.